# کوشیهاشی کوره‌سادا
کوشیهاشی کوره‌سادا (به ژاپنی: 櫛橋 伊定 くしはし これさだ); تولد 1522 – ۱۰ اوت ۱۵۷۳) یک سامورایی در دوره سنگوکو و صاحب قلعه شیکاتا بود. او پدر کوشیهاشی ماساکوره، ارباب بعدی قلعه شیکاتا در ولایت هاریما بود. دختر او کوشیهاشی ترو تنها همسر دایمیو کورودا یوشیتاکا بود. یک دختر دیگر به نام میوجواین-نی (همسر کوزوکی کاگه‌سادا 上月 景貞 こうづき かげさだ) صاحب قلعه کوزوکی و یک دختر کوچکتر، همسر اینواوئه یوکیفوسا داشت.